# Federico Tommaso Paolini
Federico Tommaso Paolini (Torino, 2 maggio 1873 – Gaeta, 18 aprile 1926) è stato un marinaio italiano.
Ufficiale della Regia Marina, fu decorato con la medaglia d'oro al valor militare.

## Biografia
Federico Tommaso Paolini nacque a Torino il 2 maggio 1873. Dopo aver frequentato l'Accademia Navale di Livorno conseguì la nomina a Guardiamarina nel 1894. Nel 1900 si imbarcò sull'ariete torpediniere Elba, che si trovava nei mari al largo della Cina. Durante la Rivolta dei Boxer sbarcò dall'Elba il 30 maggio e si andò in soccorso della Legazione Italiana di Pechino, che stava per venir attaccata. Durante i 55 giorni di assedio delle legazioni comandò la resistenza italiana che gli valse la Medaglia d'oro al valor militare.
Tornato in Italia, ebbe il comando del piroscafo Favignana, della R. nave Città di Messina e sommergibile Argo, al comando delle quali partecipò alla Guerra italo-turca.
Prese parte alla prima guerra mondiale con il comando di unità siluranti di superficie, dei sommergibili Salpa, Marcello e, in seguito, del cacciatorpediniere Curtatone.
Venne promosso a Capitano di Vascello nel 1923, dopo assunse il comando della Difesa Marittima di Taranto, poi la Direzione dell'Arsenale di Castellammare di Stabia e il Comando della Difesa Militare Marittima di La Spezia.
Successivamente fu al comando dell'esploratore Falco dal 16 gennaio 1926, il 18 aprile dello stesso anno morì a Gaeta.

## La difesa delle legazioni
Il 30 maggio 1900 sbarcando in Cina assunse il comando delle truppe italiane a difesa delle legazioni internazionali. Durante la resistenza dei 30 marinai italiani che comandava 7 ne morirono per ferite di guerra; il 1º luglio durante un ennesimo attacco dei Boxer coordinò l'attacco a una barricata che nonostante fosse protetta da un cannone venne con audacia distrutta dalle sue truppe. Per la direzione di quest'ultima operazione ricevette la Medaglia d'oro al valor militare.